# Elp
Elp (52° 53′ N, 6° 39′ L) é uma cidade dos Países Baixos, na província de Drente. Elp pertence ao município de Midden-Drente, e está situada a 15 km, a sul de Assen.
Em 2001, a cidade de Elp tinha 264 habitantes. A área urbana da cidade é de 0.20 km², e tem 105 residências.
A área de Elp, que também inclui as partes periféricas da cidade, bem como a zona rural circundante, tem uma população estimada em 410 habitantes.